# لو آدام
لو آدام (انگلیسی: Law Adam; ۱۱ ژوئن ۱۹۰۸ – ۱۵ مهٔ ۱۹۴۱) بازیکن فوتبال اهل پادشاهی هلند بود.
از باشگاه‌هایی که در آن بازی کرده‌است می‌توان به باشگاه فوتبال گراس‌هاپر زوریخ اشاره کرد.
وی همچنین در تیم‌های ملی فوتبال سوئیس و هلند بازی کرده‌است.